# Scytalina cerdale
Scytalina cerdale è un pesce osseo di acqua salata appartenente al genere Scytalina, del quale costituisce l'unica specie.

## Descrizione
Questo pesce ha una forma affusolata, con testa che per aspetto ricorda quella di un serpente. I loro corpi sono compatti, con assenza di pinne pelviche e pinne pettorali molto piccole. Le pinne anali e dorsali confluiscono in un'unica pinna caudale. S. cerdale è di dimensioni ridotte, non supera mai i 15 cm di lunghezza, e usualmente rimane al di sotto dei 10 cm. Il suo colore varia dal marrone al rosa pallido, ma può presentare anche delle chiazze violacee. La punta della pinna caudale è di colore arancio-rossastro.

## Distribuzione e habitat
S. cerdale è un pesce di acqua prettamente salata, vive principalmente nelle fredde acque dell'Oceano Pacifico settentrionale e orientale, dal Mare di Bering fino alle coste dell'Alaska; il suo habitat si spinge però sino alle acque ben più miti della costa californiana. Questa specie vive in prossimità del fondale marino, occupando spesso anfratti di rocce del fondale. Può insediarsi anche al di sotto della sabbia, della ghiaia del fondale, o anche sotto gli strati di conchiglie morte e sedimentate in fondo al mare. Poco avvezzi a spingersi in profondità superiori agli 8 metri, questi pesci spesso raggiungono i piani mesolitorali e la battigia.